# آناستازیا مایو
آناستازیا مایو (به اسپانیایی: Anastasia Mayo) یک بازیگر پورنوی اسپانیایی است.

## جایزه‌ها
- ۲۰۰۴ جایزه ایکس اروپایی برنده جایزه بهترین بازیگر زن اسپانیایی
- ۲۰۰۸ جشنواره بین‌المللی فیلم شهوانی بارسلونا برنده جایزه انتخاب عمومی بهترین بازیگر زن